# Centre européen du judaïsme
Pour les articles homonymes, voir CEJ.
Le Centre européen du judaïsme (CEJ) est situé place de Jérusalem, dans le 17e arrondissement à Paris. Le projet est porté de sa conception à son achèvement par le président du Consistoire central israélite de France, Joël Mergui. La construction débute en 2015. Son inauguration a lieu le 29 octobre 2019 en présence du président de la République, Emmanuel Macron.

## Localisation
Le centre se trouve porte de Courcelles à Paris où existait jusqu'au début des années 2000 un terrain occupé par les caravanes et le chapiteau du cirque tzigane Romanès, déplacés au square Alexandre et René Parodi bordant le boulevard de l'amiral Bruix dans le 16e arrondissement de Paris.
Le CEJ est situé place de Jérusalem, au croisement de la rue de Courcelles et du boulevard de Reims dans le 17e arrondissement,,,,.

## Le Centre
Le Centre européen du judaïsme comprend, sur une surface de près de 5 000 m2 :
- La synagogue Edmond J.Safra de 600 places, dont 200 pour les femmes en mezzanine.
- Deux bâtiments de cinq et sept étages : des bureaux et surtout un pôle culturel de 2 500 m2 comprenant des salles de spectacle et d'exposition et abritant le Centre culturel Patrick et Lina Drahi[9].

Le coût est de 15 millions d'euros hors taxes (3 millions supportés par des fonds publics, État et région, 5 millions venus de fondations, 3 millions de mécènes et donateurs privés, le reste financé par des emprunts) pour la partie culturelle. La ville de Paris a mis le terrain de 1 650 m2 à la disposition du Consistoire central israélite de France.

## Architectes
- Bruno Fléchet
- Stéphane Maupin

## Transports
Ce site est desservi par la station de métro Porte de Champerret.